# Abeid Amani Karume

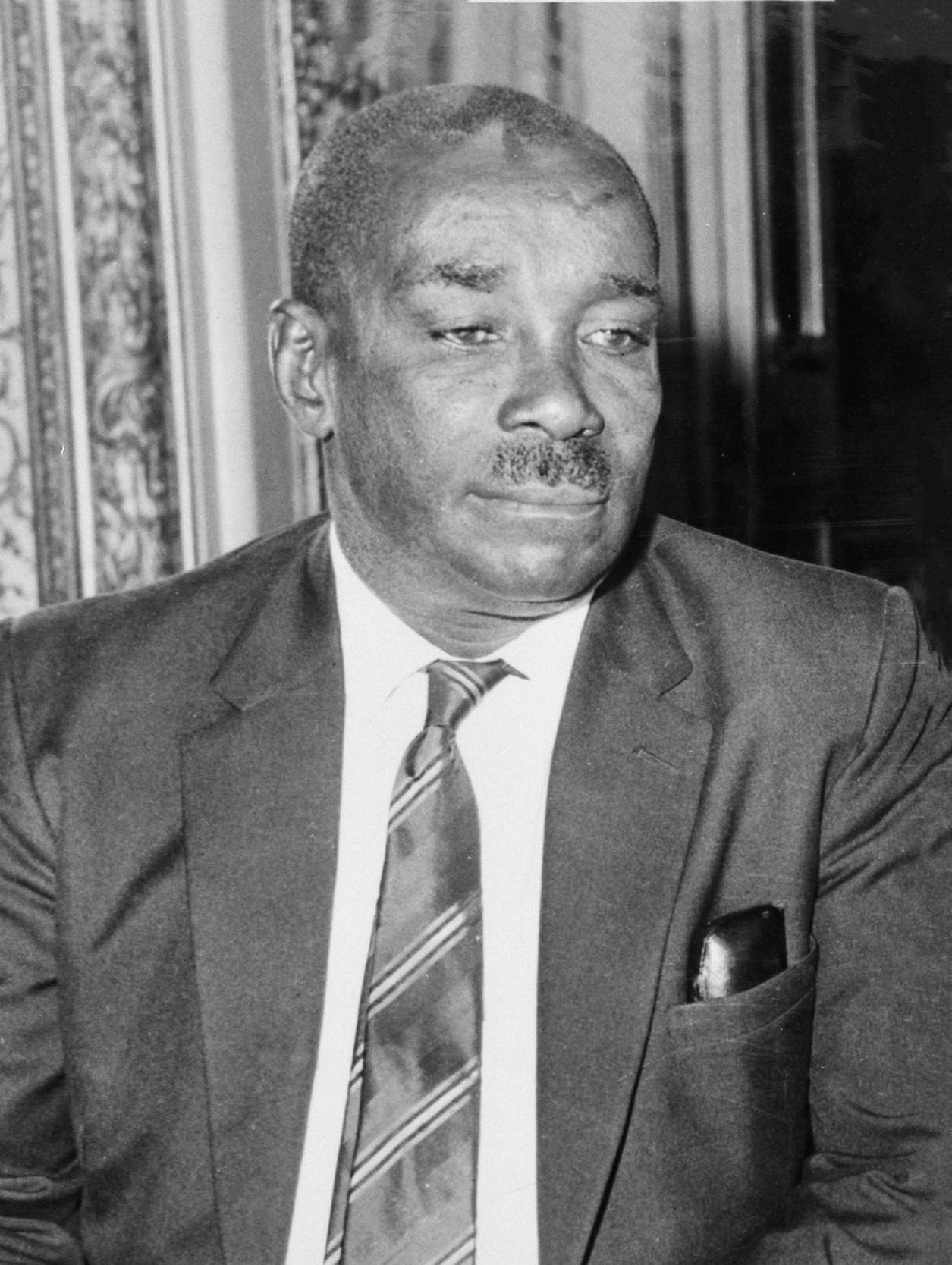
Abeid Karume, 1964

Scheich Abeid Amani Karume (* 4. April 1905 in Mwera, Sansibar; † 7. April 1972 in Sansibar) war ein sansibarischer Politiker und erster Präsident von Sansibar im Jahr 1964. Von 1964 bis zu seiner Ermordung 1972 war er auch Erster Vizepräsident von Tansania.

## Leben
Karume wurde nach eigenen Angaben in Mwera auf Sansibar geboren, was von politischen Gegnern aber häufig in Frage gestellt wurde. Er arbeitete seit seiner Jugend als Seemann, bevor er sich in der Politik engagierte. Karume gründete 1957 die Afro-Shirazi Party (ASP), um die Interessen der schwarzafrikanischen Bevölkerungsmehrheit gegen die arabischstämmige Oberschicht und die indischstämmigen Händler auf Sansibar zu verteidigen. Nach der Revolution und dem Sturz des Sultans im Jahr 1964 wurde Karume Präsident der Volksrepublik Sansibar und Pemba. Im April 1964 stimmte er unter starkem Druck von außen der Vereinigung seines Landes mit Tanganjika zur Vereinigten Republik Tansania zu und wurde deren Erster Vizepräsident unter Julius Nyerere. Karume wurde am 7. April 1972 durch ein Attentat getötet. Aboud Jumbe Mwinyi wurde sein Nachfolger als Präsident von Sansibar.
Sein Sohn Amani Abeid Karume war in den Jahren 2000 bis 2010 Präsident der autonomen Inseln Sansibar und Pemba.